# Calathos
Le calathos (du grec ancien κάλαθος / kálathos, littéralement « panier en forme de lys » ; en latin calathus) est, dans l'Antiquité classique, une corbeille faite de jonc ou d'osier entrelacé, qui avait la forme d'un calice étroit à sa base, s'évasant graduellement et à large ouverture. 
Cette corbeille était à l'usage des femmes qui y plaçait les laines qu'elles filaient, et devint le symbole du gynécée et des occupations domestiques. 
Le calathos avait aussi d'autres emplois : on y mettait des fleurs, des fruits, des épis, les produits de la moisson ou de la vendange, et, à ce titre, il est un symbole de puissance et de fécondité. L'image d'Isis-Aphrodite porte ainsi un calathos de grande taille. Isis-Aphrodite est une forme de la grande déesse Isis qui met l'accent sur les aspects de fertilité associés à Aphrodite. Elle concernait le mariage et l'accouchement et, suivant des prototypes pharaoniques très anciens, également à la renaissance. Des accessoires élaborés, dont un calathos exagéré (la couronne des divinités gréco-romaines égyptiennes) orné d'un petit disque et de cornes d'Isis, renforcent l'effet de sa nudité. Les figures représentant cette déesse se retrouvent aussi bien dans des contextes domestiques que funéraires. Populaires déjà du IIIe au IIe siècle AEC, leur fabrication a continué à l'époque romaine. 
Le calathos est ainsi l'attribut :
- de Minerve, qui avait enseigné aux femmes l'art de filer et de tisser ;
- de Déméter, déesse grecque de l'agriculture[4] ;
- de Cérès, la déesse romaine des moissons ;
- des Saisons, représentées sous les traits de jeunes filles ou de jeunes garçons portant dans leurs corbeilles des fleurs, des épis ou des fruits ;
- de la Terre, de la Fortune, et de toutes les divinités entre les mains desquelles il est un symbole d'abondance.

On le retrouve sous le nom de modius comme coiffure qui couronne la tête d'Hécate, de Sérapis, ou de l'Artémis d'Éphèse.
Le calathos avait également un rôle dans les cérémonies d'Éleusis où il paraissait sur un char traîné par quatre chevaux blancs.

## Photographies

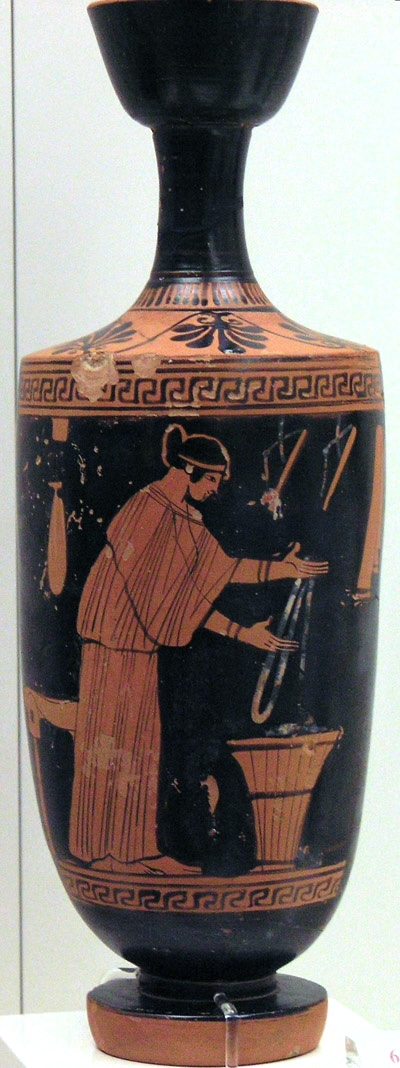
Femme tirant de la laine d'un calathos.
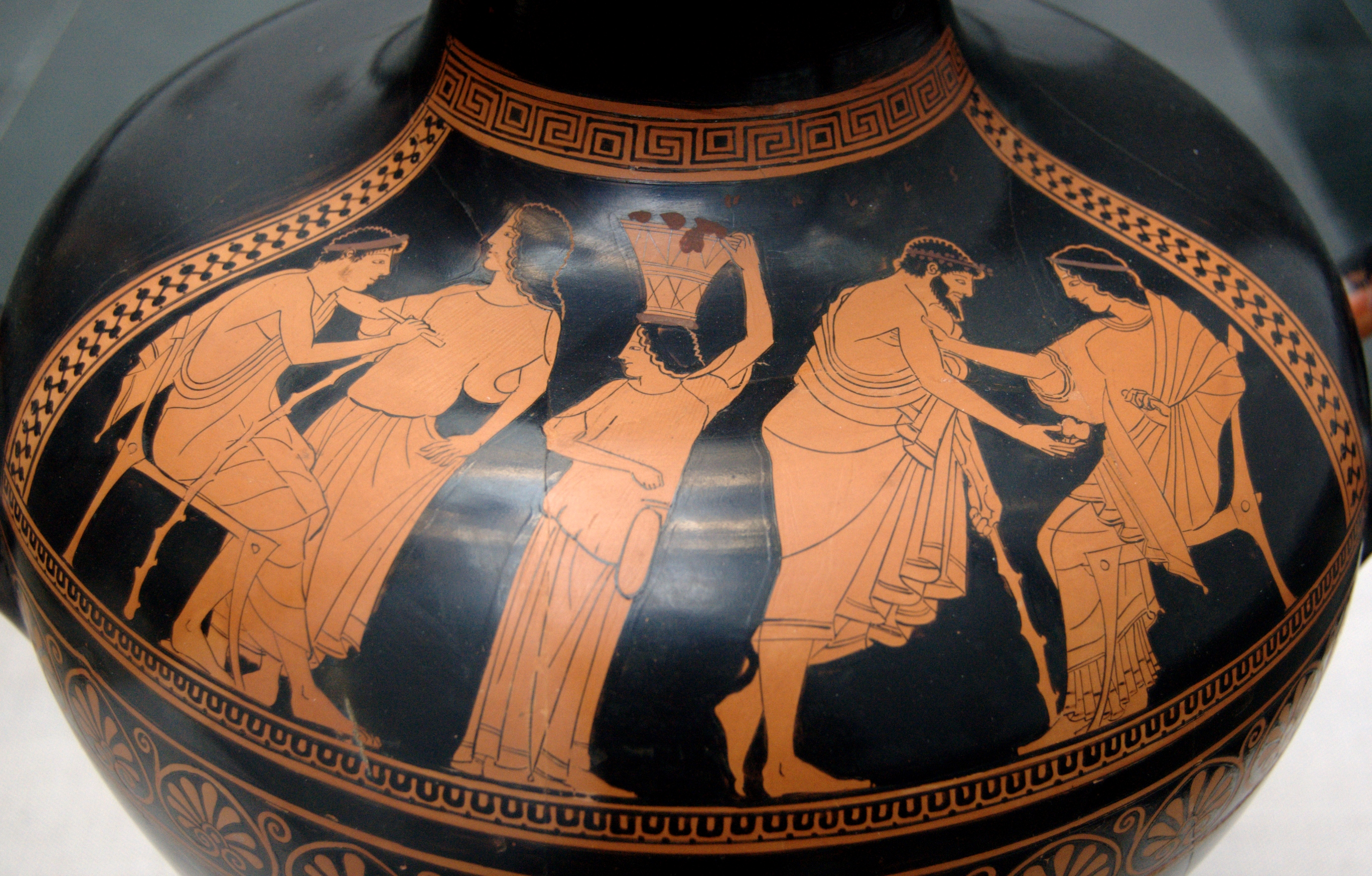
Visite aux hétaïres, l'une d'elles porte un calatos sur sa tête. Vers 480 AEC.
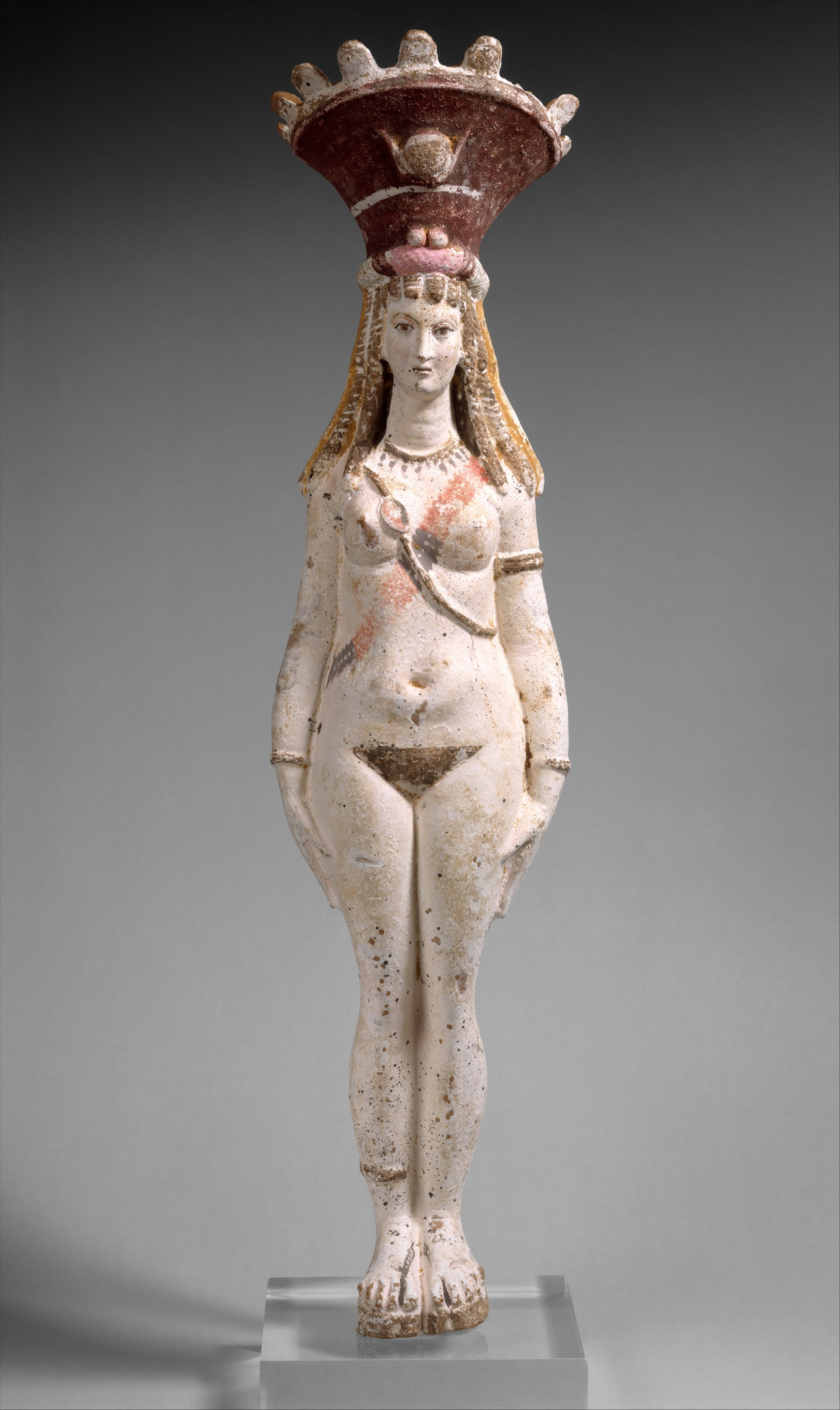
Isis-Aphrodite au calathos. Terre cuite peinte sur engobe blanche, H. 49,5 cm. IIe siècle EC. Met